# Teatro Rossini (Pésaro)
Teatro Rossini es el nombre de un teatro de ópera en Pésaro (Italia), que sirve como sede del Rossini Opera Festival.
Construido como el Teatro Nuovo (en el sitio original del Teatro del Sole de 1637), fue inaugurado el 10 de junio de 1818 con una actuación de La gazza ladra de Gioachino Rossini, dirigida por el compositor en su ciudad natal. Tiene capacidad para 860 personas, con un auditorio diseñado en forma de herradura clásica con cuatro niveles de palcos más la galería.
El teatro tomó su nombre actual en honor al compositor en 1854.
Después del terremoto de 1930, requirió renovaciones estructurales. Reabrió en agosto de 1934 con la actuación de Guillermo Tell. En 1966, sin embargo, las grietas en las paredes y la carpintería en descomposición hicieron que se declarara inseguro y se cerró durante 14 años. Reabrió sus puertas el 6 de abril de 1980, el mismo año en que tuvo lugar el primer Rossini Opera Festival. Desde entonces, ha sido la sede del festival anual, que se celebra en agosto. En 2002 se llevaron a cabo renovaciones adicionales.